# Arisaema lackneri
Arisaema lackneri — многолетнее клубневое травянистое растение, вид рода Аризема (Arisaema) семейства Ароидные (Araceae).

## Ботаническое описание
Раздельнополые эпифиты.
Клубень сжато-шаровидный, около 5 см длиной и 10 см в диаметре, обновляющийся каждый сезон, снаружи пурпуровый, с коричневыми пятнами 1—1,5 мм в диаметре. Корни беловатые, 2—7 см длиной, 1—2 мм в диаметре.

### Листья
Лист один, появляется одновременно с плодами. Черешок зелёный, без пятен, цилиндрический, 20—30 см длиной, около 1 см в диаметре, гладкий. Листовая пластинка состоит из трёх листочков; листочки зеленоватые, чешуйчатые, с черешочками; центральный листочек с черешочком около 15 мм длиной, овальный, около 20 см длиной и 10 см шириной, в основании клиновидный, на вершине острый, боковые жилки многочисленные, общая жилка расположена в 2—3 мм от края; боковые листочки с черешочками 8—11 мм длиной, косо-овально-ланцетовидные, около 21 см длиной и 8 см шириной, в основании косоклиновидные, на вершине заострённые с нитевидным хвостовидным образованием 5—8 мм длиной.

### Соцветия и цветки
Соцветие однополое, появляется перед листом. Цветоножка белая, цилиндрическая, около 26 см длиной и 0,3 см в диаметре у мужского соцветия и около 25 см длиной и 1 см в диаметре у женского соцветия, окружённая катафиллами. Катафиллов три, бледно-зелёные, продолговатые, 18—23 см длиной, чешуевидные, на вершине тупые.
Трубка покрывала зелёная, цилиндрическая, около 6 см длиной и 1,5 см в диаметре, широкоухообразная и сильно загнутая наружу у горловины; пластинка выгнутая, зеленовато-пурпуровая, овально-ланцетовидная, около 6 см длиной и 5 см шириной, на вершине заострённая, с хвостовидным образованием до 60 см длиной.
Початок однополый. Женский початок состоит из плотно сидящих цветков; завязь зелёная, одногнёздная, яйцевидная; рыльце полусидячее, дискообразное; семяпочек 5 или 6, базальные, вертикальные; придаток, как в мужском початке. Мужской початок с цилиндрической репродуктивной частью, около 3,8 см длиной и 0,5—0,6 см в диаметре, состоит из плотно расположенных цветков; синандрий полусидячий, пурпуровый; пыльников 4—6, полушаровидные, вскрывающиеся верхушечным разрезом. Придаток сидячий, зеленоватый, цилиндрический, около 3,8 см длиной и 0,3 см в диаметре, тупой на вершине, с несколькими шиловидными стерильными цветками у основания.
Цветёт в апреле.

### Плоды
Соплодие цилиндрическое, примерно 5,2 см длиной и 1—1,5 см в диаметре. Плодоносит в мае.

## Распространение
Встречается в Мьянме.
Растёт на высоте до 1800 м над уровнем моря.